# Sophronica infrarufa
Sophronica infrarufa är en skalbaggsart som beskrevs av Stefan von Breuning 1961. Sophronica infrarufa ingår i släktet Sophronica och familjen långhorningar. Inga underarter finns listade i Catalogue of Life.